# Tàu ngầm hạm đội

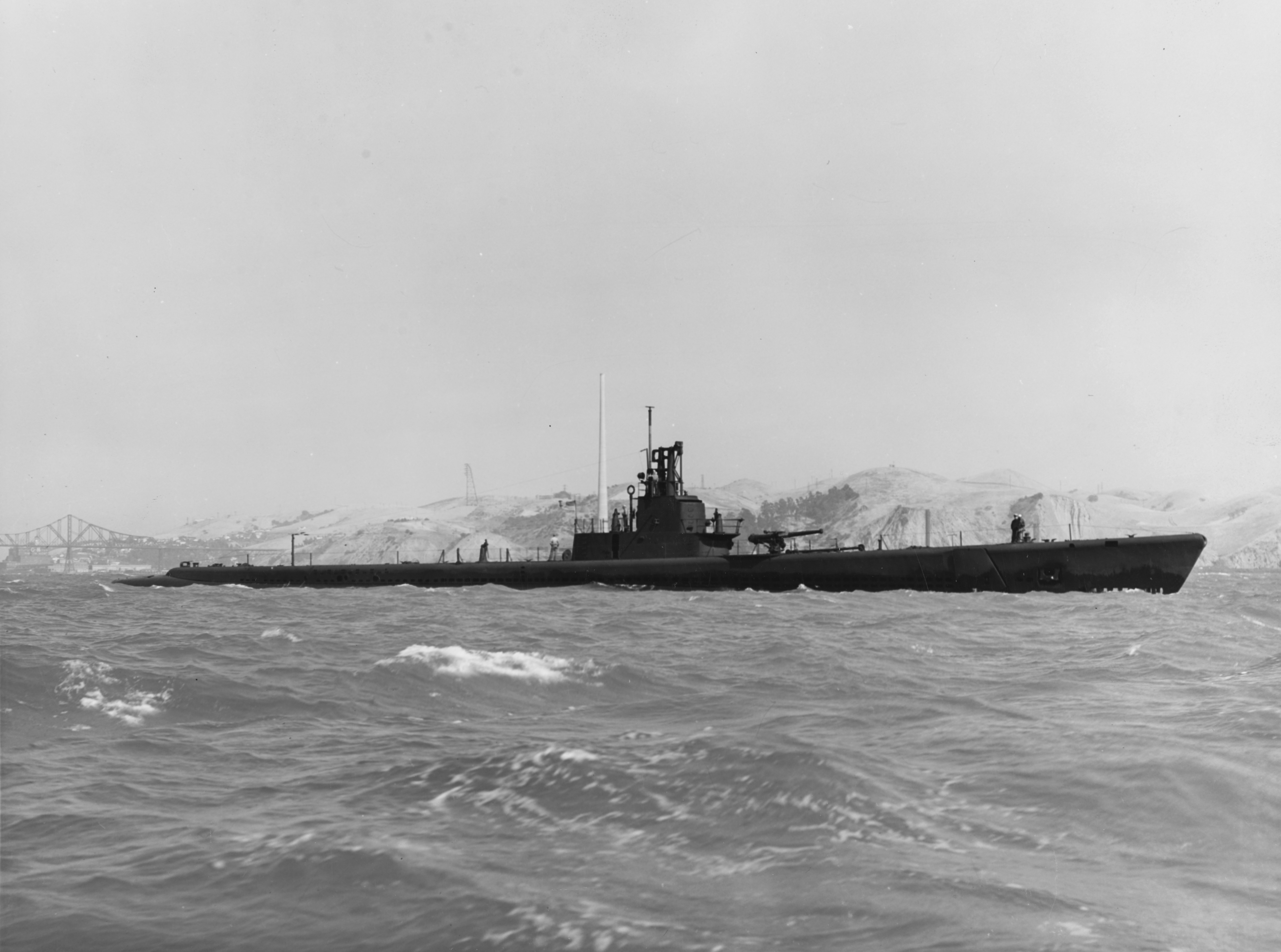
Tàu ngầm hạm đội

Tàu ngầm hạm đội là một tàu ngầm có đủ tốc độ, tầm xa hoạt động và dự trữ tiếp liệu để có thể hoạt động trong thành phần một hạm đội hải quân. Những ví dụ về tàu ngầm hạm đội bao gồm Tàu ngầm lớp K Anh thời Chiến tranh Thế giới thứ nhất và các  Lớp Gato và  Lớp Balao của Hoa Kỳ trong giai đoạn Chiến tranh Thế giới thứ hai.
Tên gọi này tiếp tục tồn tại cùng Hải quân Hoàng gia Anh cho những tàu ngầm tấn công chạy năng lượng hạt nhân hiện đại của họ. Đối với Hải quân Hoa Kỳ, tên gọi này chủ yếu dùng để chỉ những tàu ngầm hoạt động tầm xa phục vụ trong Thế Chiến II.

## Những ví dụ

### Hoa Kỳ
Thuật ngữ "Tàu ngầm hạm đội" được Hải quân Hoa Kỳ sử dụng để chỉ những tàu ngầm phù hợp để tuần tra tầm xa tại Thái Bình Dương, phân biệt với những lớp trước đó như Tàu ngầm lớp S Hoa Kỳ. Mục tiêu ban đầu là tạo ra một tàu ngầm đạt được tốc độ 21 kn (39 km/h) trên mặt nước để hoạt động cùng những thiết giáp hạm tiêu chuẩn của hạm đội. Phần lớn trong số chín chiếc "V-boat" hạ thủy trong giai đoạn 1924–1933 (V-1 đến V-6) đều nhằm tạo ra một tàu ngầm hạm đội hoặc tàu ngầm tuần dương tầm xa. Cuối cùng, một tầm xa hoạt động 11.000 nmi (20.000 km) kết hợp với tốc độ cao được bắt đầu từ  Lớp Salmon hạ thủy năm 1938, cho phép hoạt động tận vùng biển nhà Nhật Bản từ căn cứ Trân Châu Cảng.
Những tiêu chí này trở nên quan trọng trong chiến tranh đánh phá tàu buôn tại Thái Bình Dương trong Thế Chiến II, nhưng Chiến tranh tàu ngầm không hạn chế bị cấm bởi Hiệp ước Hải quân Washington năm 1922 đã loại trừ sự phát triển trong lĩnh vực này. Cho dù  Lớp Gato được xem là sự phát triển toàn vẹn của kiểu tàu này, các  Lớp Porpoise,   Salmon,   Sargo và   Tambor dẫn trước là những kiểu nguyên mẫu được cải thiện dần dần, khác biệt đáng kể so với hai tàu ngầm duyên hải  Lớp Mackerel đương thời. Lớp Tambor được phát triển đầy đủ và tương đương với lớp Gato, ngoại trừ độ sâu lặn tối đa và việc phân chia phòng động cơ thành hai ngăn riêng biệt.

### Nhật Bản
Những  tàu ngầm lớp Kaidai (I-boat) của Đế quốc Nhật Bản mang khái niệm tầm xa tương tự, khác biệt với những chiếc "tầm trung" hay "đi biển"  tàu ngầm lớp Kaichū (Ro-boat). Dù vậy một số chiếc I-boat có các đặc tính như hầm chứa máy bay và hải pháo trên boong cỡ nòng lớn, thường gặp trên tàu ngầm tuần dương.

### Anh Quốc
Để đạt được tốc độ lớn hơn 20 kn (37 km/h) trên mặt nước hầu có thể bắt kịp các tàu chiến chủ lực của hạm đội, cũng như trinh sát phía trước hạm đội và bọc sườn đối phương, Hải quân Anh thoạt tiên chọn sử dụng động cơ hơi nước. Tàu ngầm lớp K Anh đưa vào hoạt động năm 1916 có kích thước lớn vào thời đó. Cho dù đạt đến tốc độ 24 kn (44 km/h), sự phức tạp trong việc tắt nồi hơi và thu gọn ống khói khiến chúng có tốc độ lặn chậm.
Khi vận tốc của các tàu chiến chủ lực tăng lên, sau khi hoàn tất ba chiếc  Lớp River tốc độ 21 knot sử dụng động cơ diesel tăng áp vào đầu thập niên 1930, Hải quân Anh từ bỏ ý tưởng về tàu ngầm hạm đội, vì kích thước cần thiết để có tốc độ và tầm xa hoạt động sẽ làm giảm độ cơ động.

### Các nước khác
Các nước lục địa Châu Âu đôi khi sử dụng thuật ngữ tàu ngầm "đi biển", "tuần tra đường dài", "type 1" hay "hạng 1" để chỉ đến việc hoạt động tại Đại Tây Dương hay Ấn Độ Dương khi họ không có nhu cầu tuần tra tại Thái Bình Dương. Những tàu ngầm này thường không có tốc độ nhanh để hoạt động cùng hạm đội.

## Tàu ngầm hạm đội hiện đại

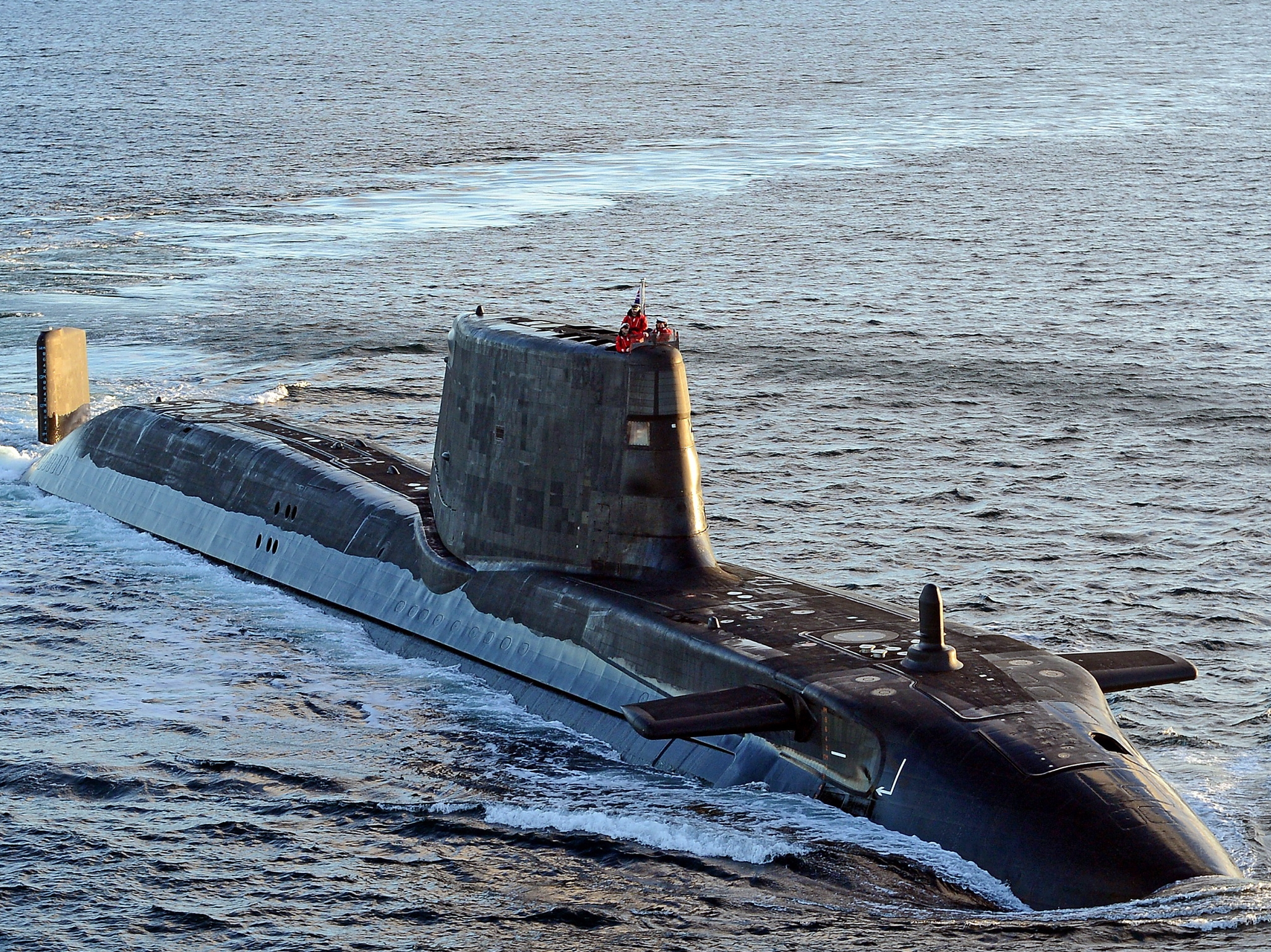
Tàu ngầm hạm đội

Hải quân Hoàng gia Anh tiếp tục sử dụng tên gọi tàu ngầm hạm đội cho những tàu ngầm tấn công chạy năng lượng hạt nhân hiện đại của họ để phân biệt với tàu ngầm mang tên lửa đạn đạo. Các lớp tàu ngầm hiện đang phục vụ bao gồm   Astute và   Trafalgar.